# Sybra desueta
Sybra desueta là một loài bọ cánh cứng trong họ Cerambycidae.